# 邓文钊
邓文钊（1908年—1971年），男，广东长乐人，中华人民共和国政治人物。

## 生平
邓文钊是广东省长乐县（今五华县）水寨镇大坝七都村人。早年留学英国剑桥大学经济系，获硕士学位。回国后任大英银行华人经理、华比银行华人副经理。抗日初期，参加宋庆龄为首的保卫中国大同盟，亲任司库，尽力操劳，募集大批经费，支持共产党抗日。中华人民共和国成立后，任广东省华侨事务委员会副主任、全国工商联执行委员。1954年，当选第一届全国人民代表大会代表。后担任广东省侨委副主任、民主建国会广东省工委委员、副省长、省政协副主席、全国工商联合会副主任委员。

## 家庭
妻子何捷书为何香凝侄女。儿子邓广殷。